# Oxygen (chaîne de télévision)
Pour les articles homonymes, voir Oxygen.
Oxygen est une chaîne de télévision américaine spécialisée appartenant à NBCUniversal qui cible particulièrement les femmes. Elle est la rivale d'Investigation Discovery.

## Histoire
La chaîne a été lancée le 2 février 2000 par Geraldine Laybourne, Oprah Winfrey, Marcy Carsey, Tom Werner et Caryn Mandabach. Ses studios étaient situés au Battery Park City, près du World Trade Center. Lors des attentats du 11 septembre 2001, les studios ont dû être évacués et la chaîne a redistribué le signal de NY1 à tous ses abonnés jusqu'à la réouverture des studios une semaine plus tard. La chaîne a été achetée par NBCUniversal en octobre 2007. En 2017, Oxygen est devenu un canal de crime en raison de son succès de son bloc de week-end de crime de quatre soirs par semaine.

### Identité visuelle (logo)

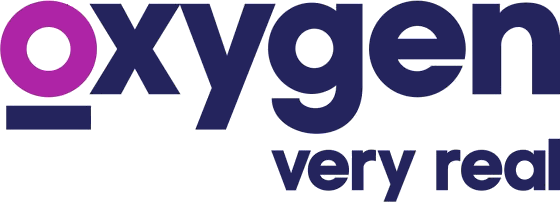
Logo d'Oxygen de 2014 à 2017
Logo d'Oxygen depuis 2017

## Programmation
La chaîne diffuse principalement des émissions de true crime, des rediffusions de séries télévisées ainsi que des films. De son lancement en 2000 jusqu'à l'été 2017, il a diffusé des émissions de téléréalité
- Snapped (en) (depuis 2004)
  - Snapped: Killer Couples (en) (depuis 2013)
- Homicide for the Holidays (en) (depuis 2016)
- Cold Justice (depuis 2017)
- Mark of a Killer (en) (depuis 2019)

- Bad Girls Club (en) (2006-2017)
- Sisterhood of Hip Hop (en) (2014-2016)
- Strut (en) (2016)